# マドゥラ国

マドゥラ国
Negara Madura

ジャワ島北東部にある "Negara Madura" 表記部分がマドゥラ国の領土

マドゥラ国（マドゥラこく、インドネシア語: Negara Madura、マドゥラ語：Negara Madhurâ）は、インドネシア独立戦争中の1948年に、オランダがオランダ領東インドの再植民地化を図り、マドゥラ島に建てた傀儡国家である。インドネシア連邦共和国の連邦構成体 (negara bagian)の一つであった。領土は、現在の東ジャワ州の一部であるマドゥラ島とその近隣の島で構成されていた。
オランダは1947年11月にマドゥラ島を占領し、インドネシアからの独立を問う住民投票を行った。結果は独立賛成19万、反対1万、棄権1万だとしたが、有権者は200万人を超える総人口のうち30万人に過ぎず、買収もあり、不正投票として国際連合で問題となった。しかしオランダはこれを無視した。
マドゥラ国は、1948年1月23日、フベルトゥス・ファン・モークの腹心である、東ジャワ州知事チャールズ・ファン・デア・プラスにより建国された。同年2月20日にはオランダ政府がマドゥラ国の成立を承認。元首には、3つあったスルタン家の当主の一人であるR.A.A.ジャクラニングラトが就任した。マドゥラ国は1949年にインドネシア連邦共和国の構成国となったが、オランダからの経済援助が無くなったことからインドネシアへの編入を求め、1950年3月9日にインドネシア共和国に編入され消滅した。